# Festival Goshogawara Tachineputa

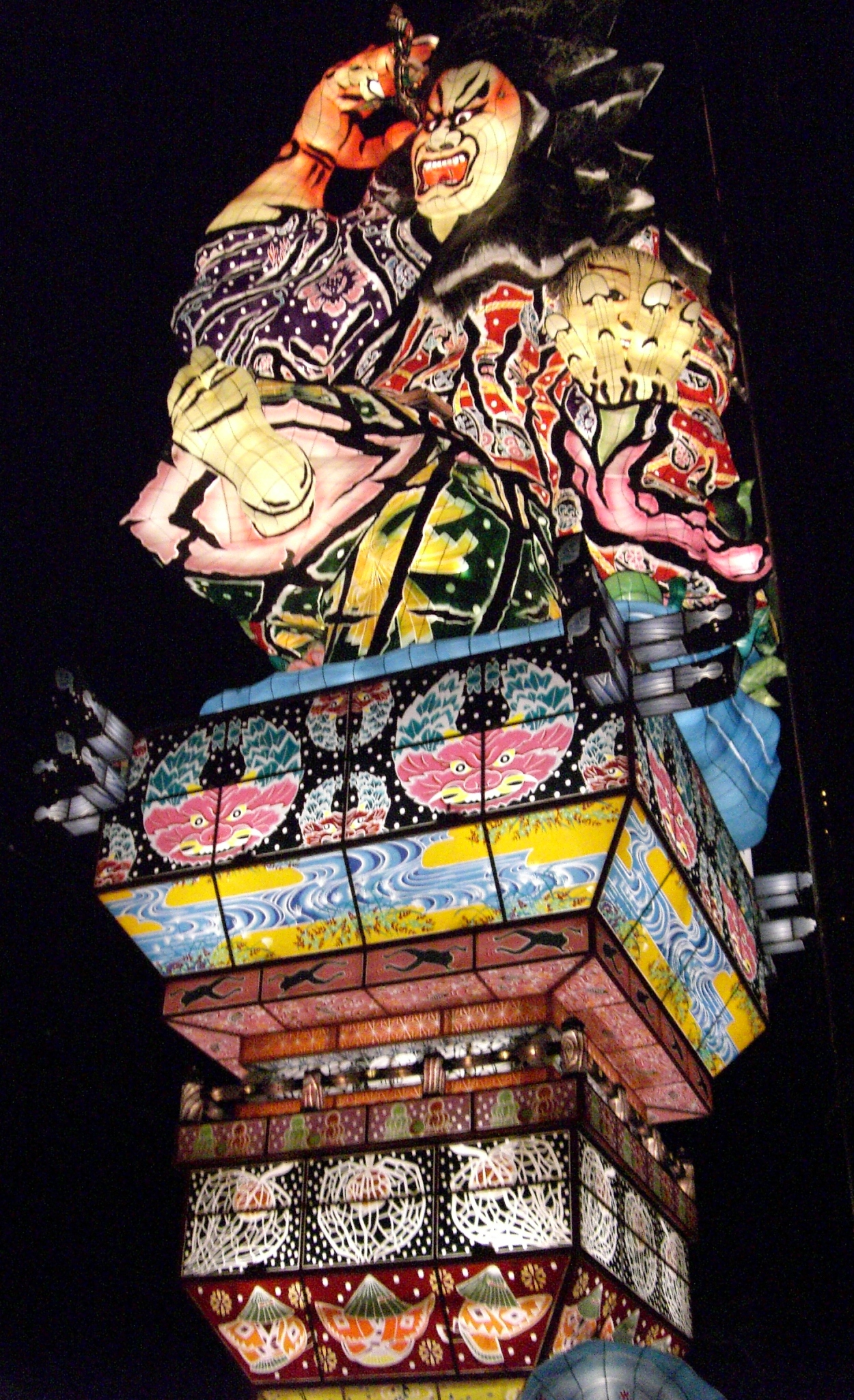
Tachineputa

El Goshogawara Tachineputa Festival (五所川原立佞武多祭り Goshogawara Tachineputa Matsuri?), es un festival de verano japonés que tiene lugar cada agosto en Goshogawara, Prefectura de Aomori, Japón. Es conocido como uno de los cuatro festivales más grandes de la región de Tsugaru de Japón, junto con el Festival Aomori Nebuta, el Festival Hirosaki Neputa y el Festival Kuroishi Yosare. El Festival Goshogawara Tachineputa se destaca por sus grandes carrozas tachineputa, que son mucho más altas que las que se encuentran en los Festivales de Aomori e Hirosaki. Las carrozas tachineputa miden 23 metros de altura y pesan 19 toneladas. El inicio del festival está marcado con un espectáculo de fuegos artificiales el 3 de agosto, y el desfile comienza el 4 de agosto y continúa hasta el 8 de agosto. El Museo Tachineputa posee carrozas de antiguas presentaciones de este festival.
El festival de 2020 fue cancelado debido a la pandemia de COVID-19 .